# Alex McGregor
Alex McGregor (Ciudad del Cabo, 7 de junio de 1993) es una actriz sudafricana. Inició su carrera a mediados de la década de 2000 en la televisión de su país. En la década de 2010 empezó a aparecer en producciones internacionales para cine y televisión en el Reino Unido y los Estados Unidos. En 2017 interpretó el papel de Susan Delgado en la película de ciencia ficción La torre oscura.

## Filmografía

### Cine
| Año  | Título                                   | Papel             | Notas               |
| ---- | ---------------------------------------- | ----------------- | ------------------- |
| 2010 | Spud                                     | Christine         |                     |
| 2013 | Spud 2: The Madness Continues            | Christine         |                     |
| 2013 | House Party: Tonight's the Night         | Morgan            |                     |
| 2014 | Young Ones                               | Sooz              |                     |
| 2014 | Sophia Grace and Rosie's Royal Adventure | Not Phyllis Bundt | Directo a video     |
| 2014 | Impunity                                 | Echo              |                     |
| 2014 | Spud 3: Learning to Fly                  | Christine         |                     |
| 2017 | La Torre Oscura                          | Susan Delgado     | Escenas adicionales |
| 2018 | The Sound                                | Lia               | Cortometraje        |
| 2021 | Slumber Party Massacre                   | Breanie           |                     |

### Televisión
| Año  | Título                | Papel            | Notas                                |
| ---- | --------------------- | ---------------- | ------------------------------------ |
| 2005 | Charlie Jade          | Gemma de joven   | 3 episodios                          |
| 2008 | Crusoe                | Grace            | 2 episodios                          |
| 2012 | Infested!             | Lauren Girard    | Docuserie; episodio: "Driven Insane" |
| 2015 | The Gamechangers      | Bridjet          | Película para televisión             |
| 2016 | Of Kings and Prophets | Sarah            | Papel recurrente ; 5 episodios       |
| 2016 | Cape Town             | Yvonne Stoffberg | Miniserie; 3 episodios               |
| 2017 | Blood Drive           | Karma            | Papel recurrente; 4 episodios        |
| 2017 | The Searchers         | Fable Brooks     | Película para televisión             |
| 2020 | Vagrant Queen         | Amae Rali        | Papel principal                      |